# Errekaleor
Errekaleor est un quartier de la périphérie sud-est de Vitoria-Gasteiz, capitale de la province d’Alava au Pays basque. Créé dans les années 1950 afin de loger les familles des ouvriers venus travailler dans les usines de la ville, il accueille jusqu'à 1 200 habitants. Initialement baptisé "Un monde meilleur", il tire son nom de la rivière Errekaleor s'écoulant à proximité. Faisant l'objet de projets de restructurations immobilières à partir des années 2000, le quartier a été progressivement vidé de ses habitants. Depuis 2013, la zone est occupée par des squatters qui ont rebaptisé le quartier Errekaleor Bizirik ("Errekaleor en vie").

## Histoire

### Un quartier ouvrier
La construction du quartier répond à un besoin massif de logements destinés à accueillir une main d’œuvre venue travailler dans les usines de la ville dans les années 1950. L'industrie, notamment automobile, se développe fortement à Vitoria, encouragée par le Plan de stabilisation de 1959 et attire une population venue de régions rurales de l'Espagne (Andalousie, Castille, Léon, Estrémadure). Il est composé de trente deux blocs de six appartements, d'une église, d'une école et de magasins.

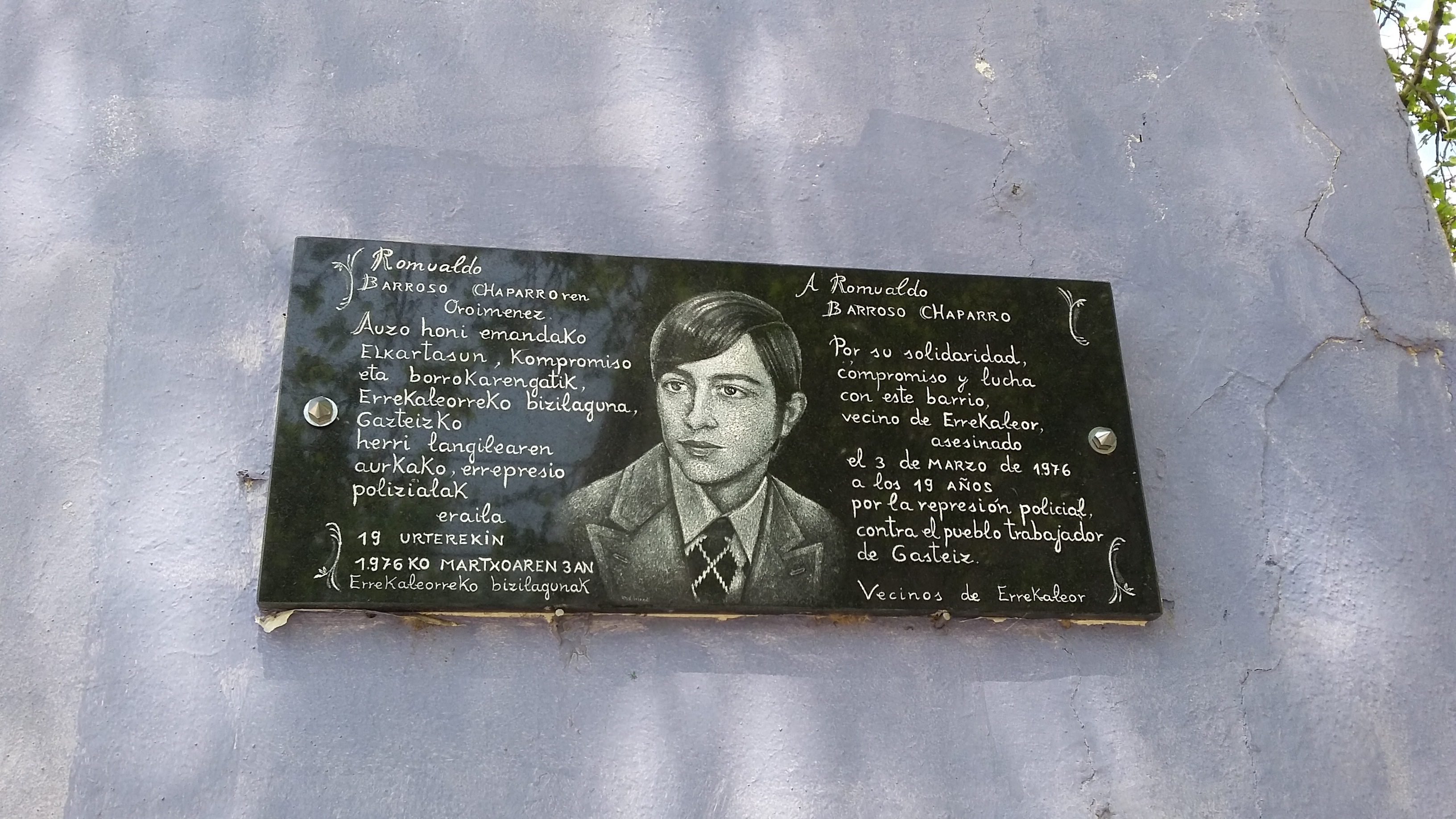
Plaque en mémoire de Romualdo Barroso Chaparro à Errekaleor

Le quartier devient un bastion des luttes syndicales, notamment durant la période de transition après la mort de Franco en 1975. Romualdo Barroso Chaparro, un habitant de 19 ans d'Errekaleor, a été l'une des cinq personnes tuées par la police lors des événements de Vitoria le 3 mars 1976.

### Projet de restructuration immobilière
Alors que l'Espagne fait l'objet d'une bulle immobilière, la zone fait l'objet de projets de restructurations au tournant des années 2000 afin de l'intégrer au nouveau quartier de Salburua : les immeubles doivent être détruits afin d'être remplacés par des logements plus modernes et plus nombreux. Le nouveau plan prévoit ainsi la construction de 1 511 nouveaux appartements répartis dans quatre bâtiments entourant un parc, intégrant le projet d'Anneau vert de Vitoria.
Les propositions de relogement effectuées par la municipalité sont contestées par une partie des habitants ; en 2010, 35 familles refusent toujours de quitter leur logement. 
Le projet est cependant gelé en 2010 en raison de la crise de la dette mais le quartier n'est plus entretenu et les bâtiments sont progressivement laissés à l'abandon (il ne reste plus que dix habitants en 2013).

### Occupation et renaissance du quartier
Le quartier déserté est occupé par des étudiants du campus de Vitoria-Gasteiz de l’université du Pays basque, donnant naissance à ce qui devient progressivement l'un des plus grands squats en Europe. En 2016, jusqu'à 150 personnes vivent à ce qui est devenu Errekaleor bizirik.
L'occupation se veut une solution pratique aux difficultés rencontrées par les étudiants pour se loger et un moyen de lutter contre la spéculation immobilière. La vie quotidienne y est réglée selon les principes de l'autogestion et de la prise de décision fondée sur le consensus, avec pour objectif politique de viser l'autosuffisance et d'extraire le quotidien des circuits marchands classiques,. 
Une ferme produisant en agriculture biologique de 2 hectares est créée, ainsi qu'une boulangerie, un bar, un centre social, une bibliothèque, un théâtre, une aire de jeux pour enfants, un fronton, un magasin gratuit et un studio d'enregistrement. L'un des blocs est habité uniquement par des femmes selon le principe de non-mixité choisie.
Dès 2014, la municipalité et le promoteur Ensanche 21 décident de procéder à l'expulsion des habitants, justifiant leur éviction par des raisons de sécurité. La police anti-émeute intervient en mars 2015 pour couper l'alimentation électrique du quartier et changer les serrures des bâtiments. L'occupation se poursuit malgré tout, les habitants s'appuyant sur des rapports d'experts pour prouver que les bâtiments sont sûrs et salubres. Ils refusent également une proposition de relogement à Aretxabaleta, souhaitant poursuivre la redynamisation du quartier. La mairie tente de nouveau d'intenter une procédure d'expulsion en 2016.

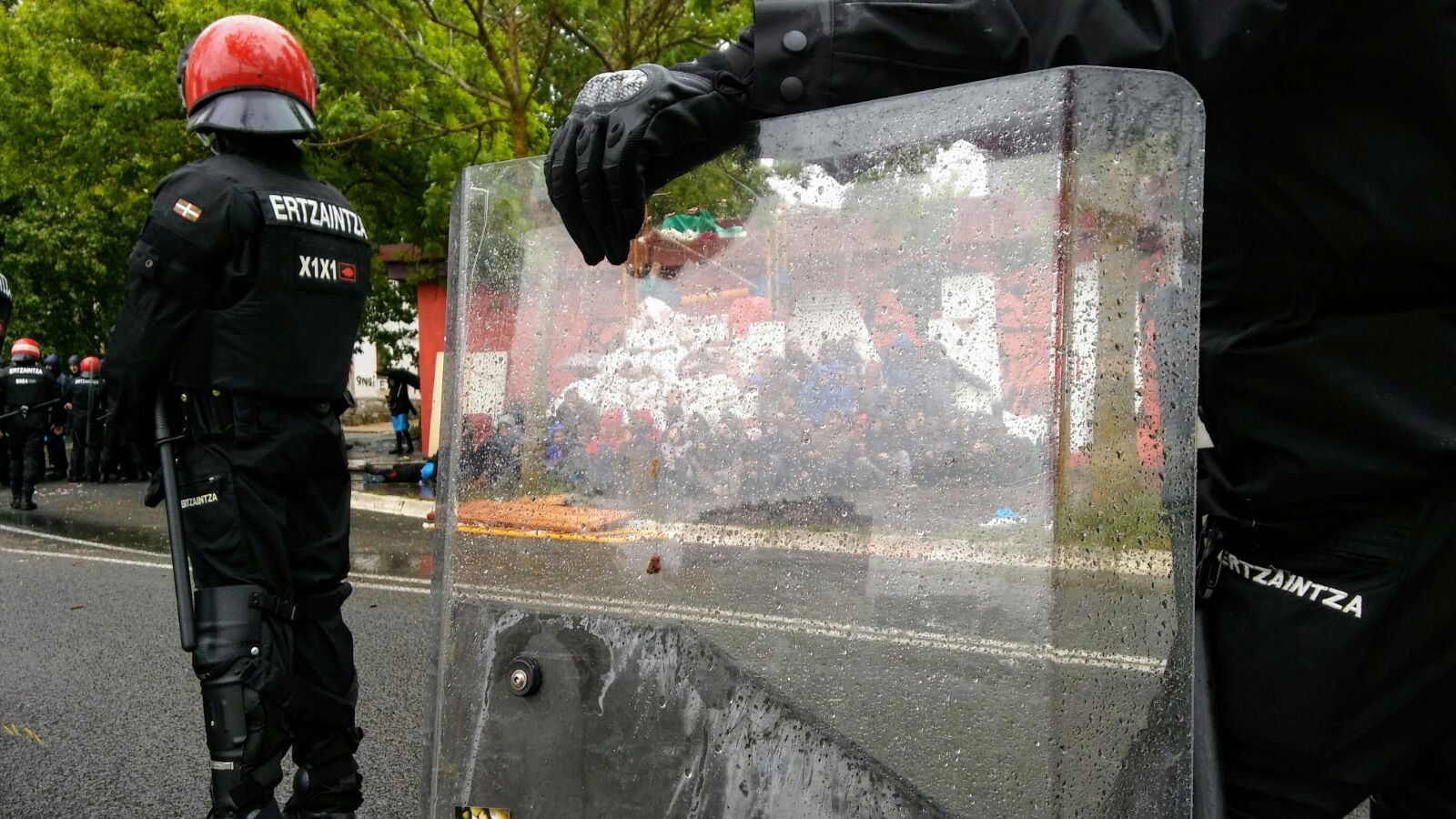
Intervention de la police pour procéder à la coupure de l'alimentation électrique le 18 mai 2017.

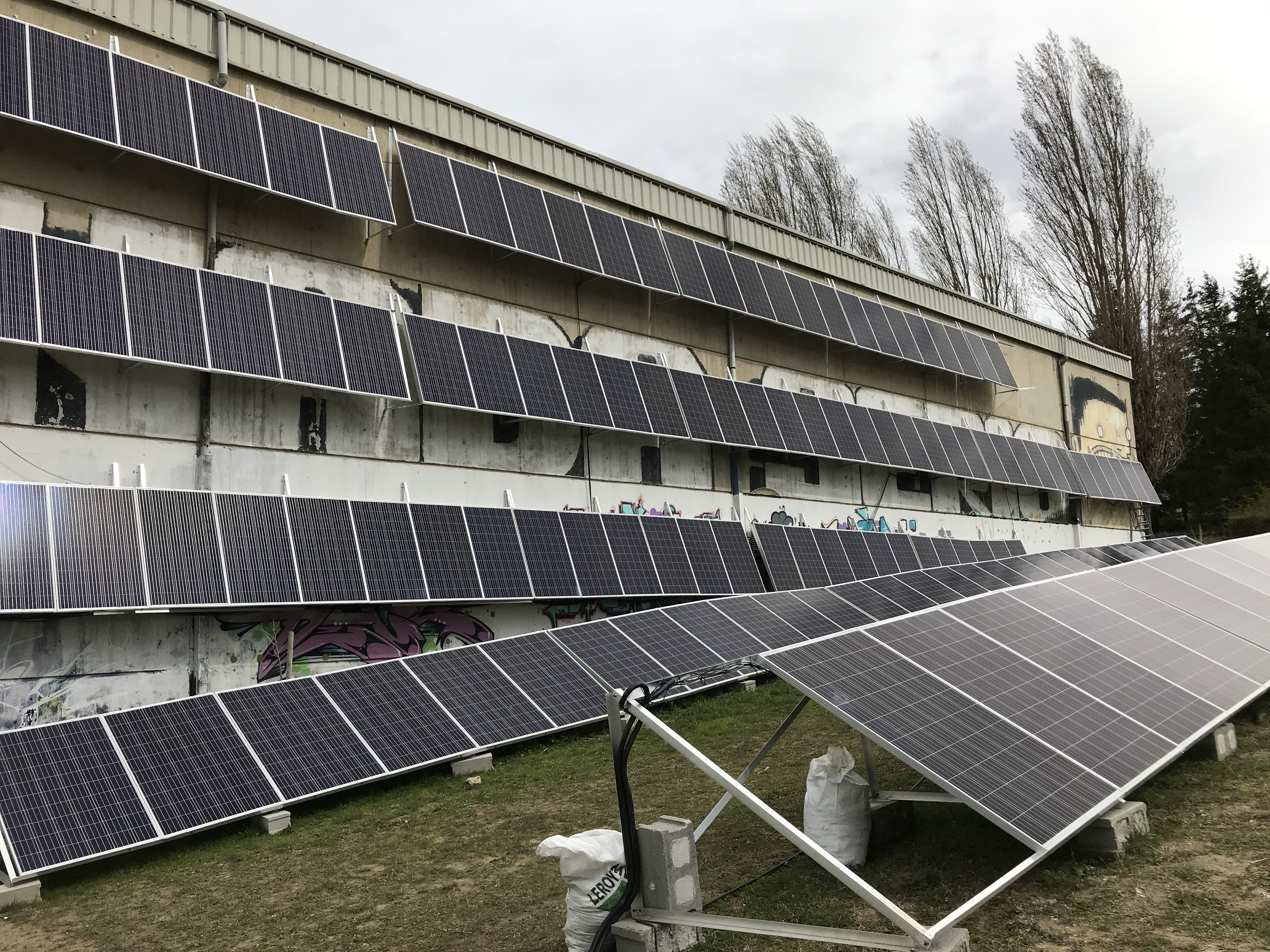
Installation de panneaux solaires à Errekaleor

Une nouvelle intervention policière se déroule en mai 2017 pour couper à nouveau l'alimentation électrique, alors que plusieurs logements ont des contrats légaux de fourniture d'électricité. Des générateurs et des panneaux solaires financés par une collecte de fonds sont installés pour pallier le retrait des câbles permettant l'alimentation du quartier.

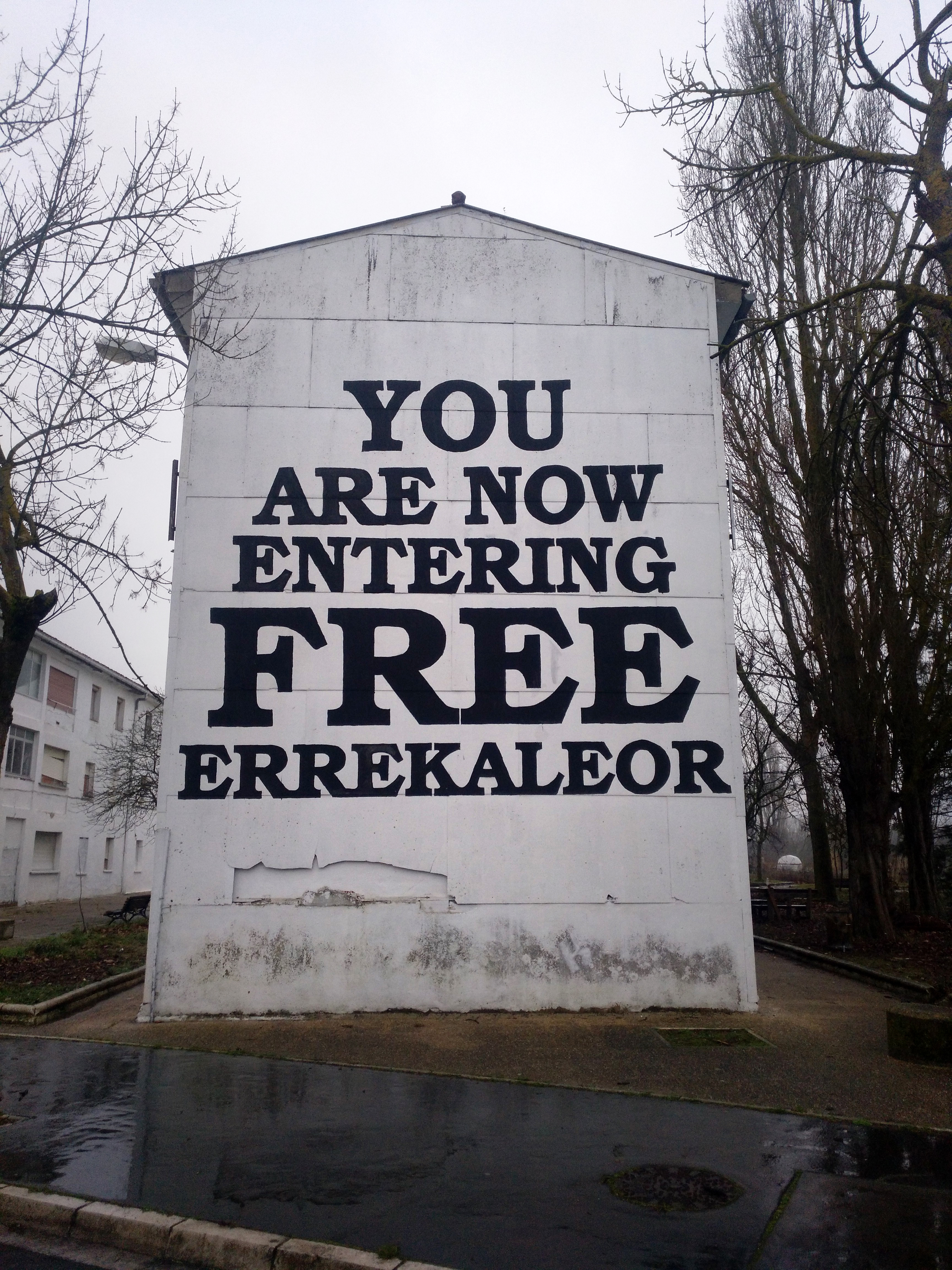
Fresque rappelant le message "You are now entering Free Derry"
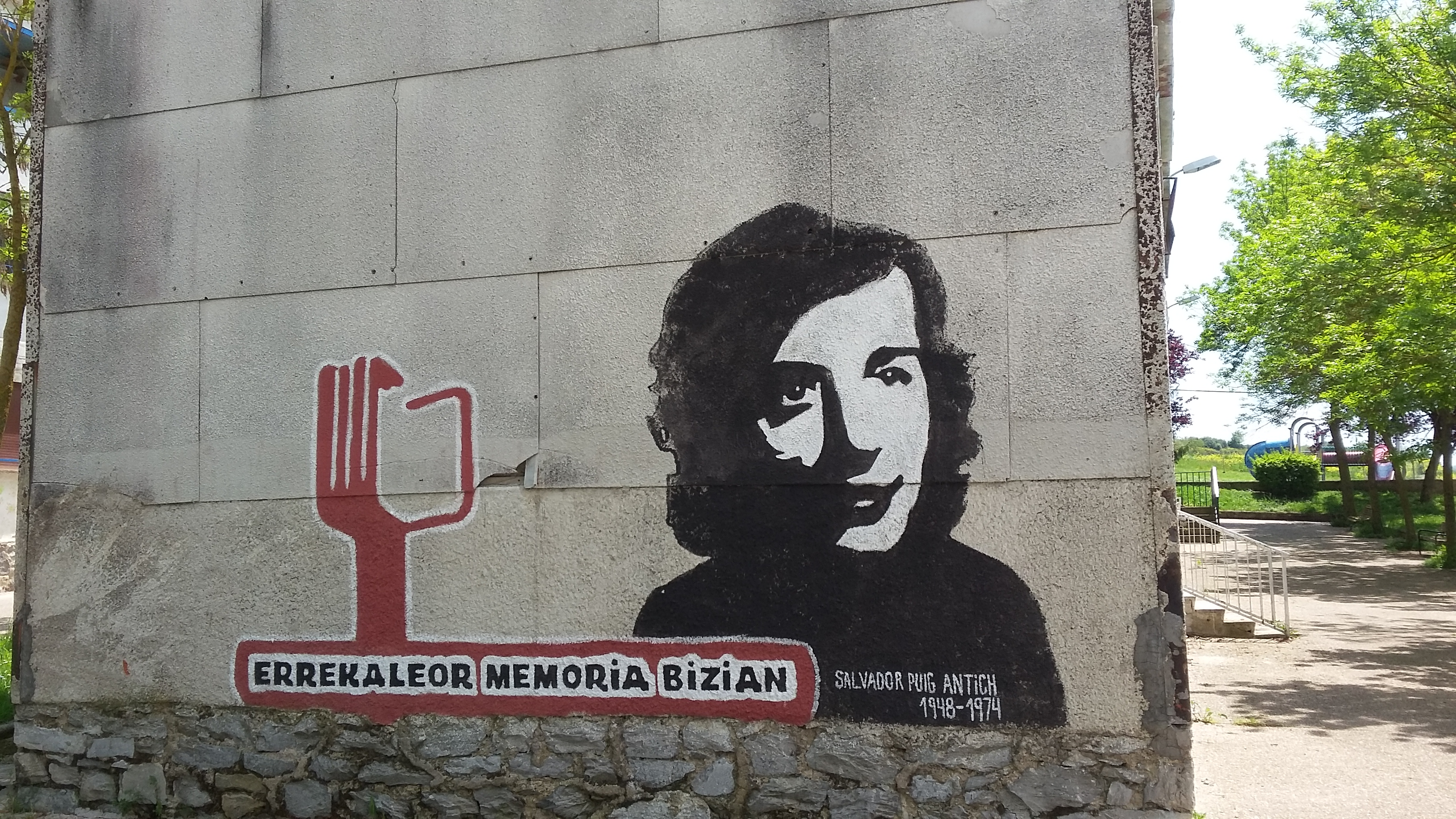
Hommage à Salvador Puig i Antich
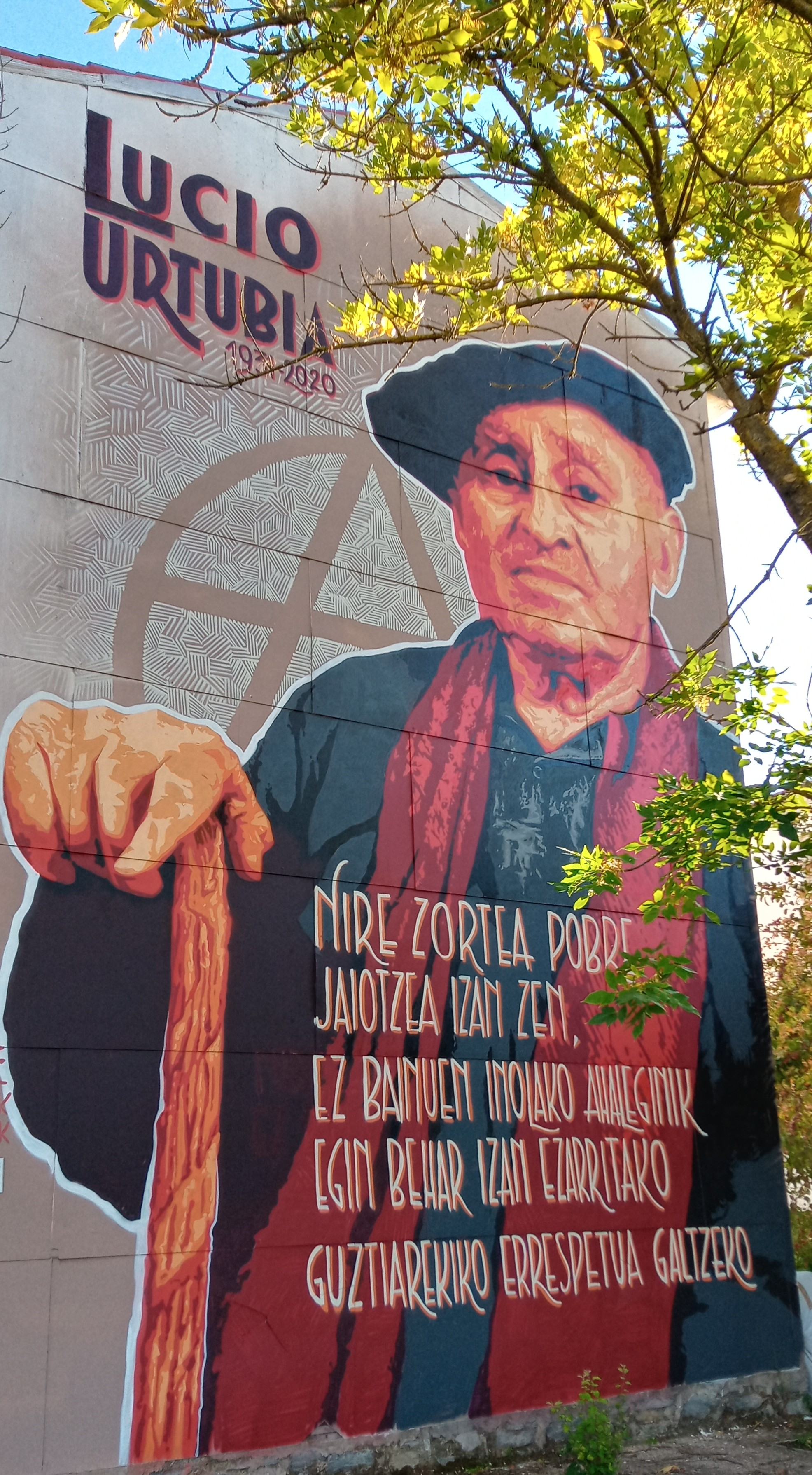
Lucio Urtubia
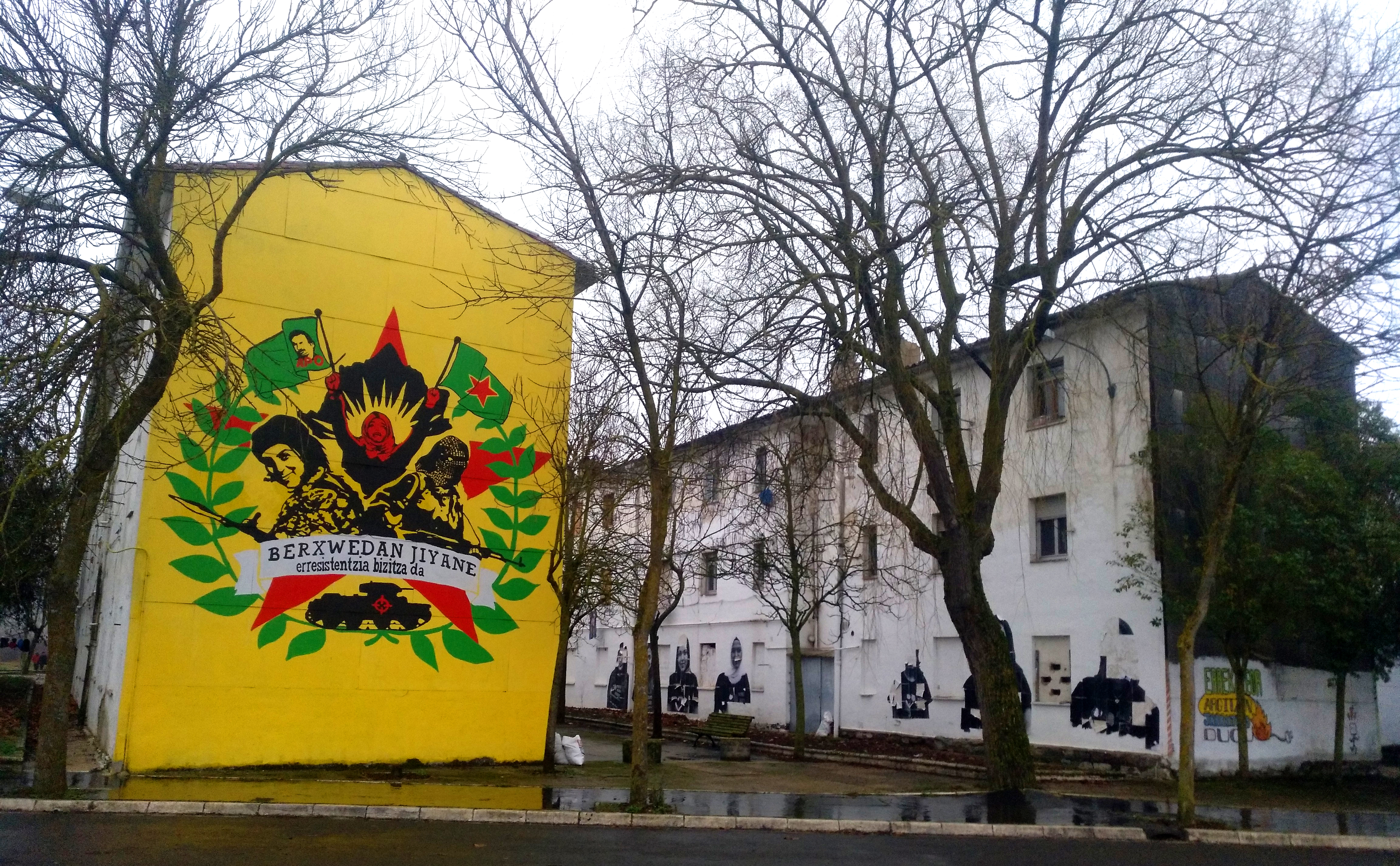
Fresque en solidarité avec le peuple kurde